# 博氏𩷶

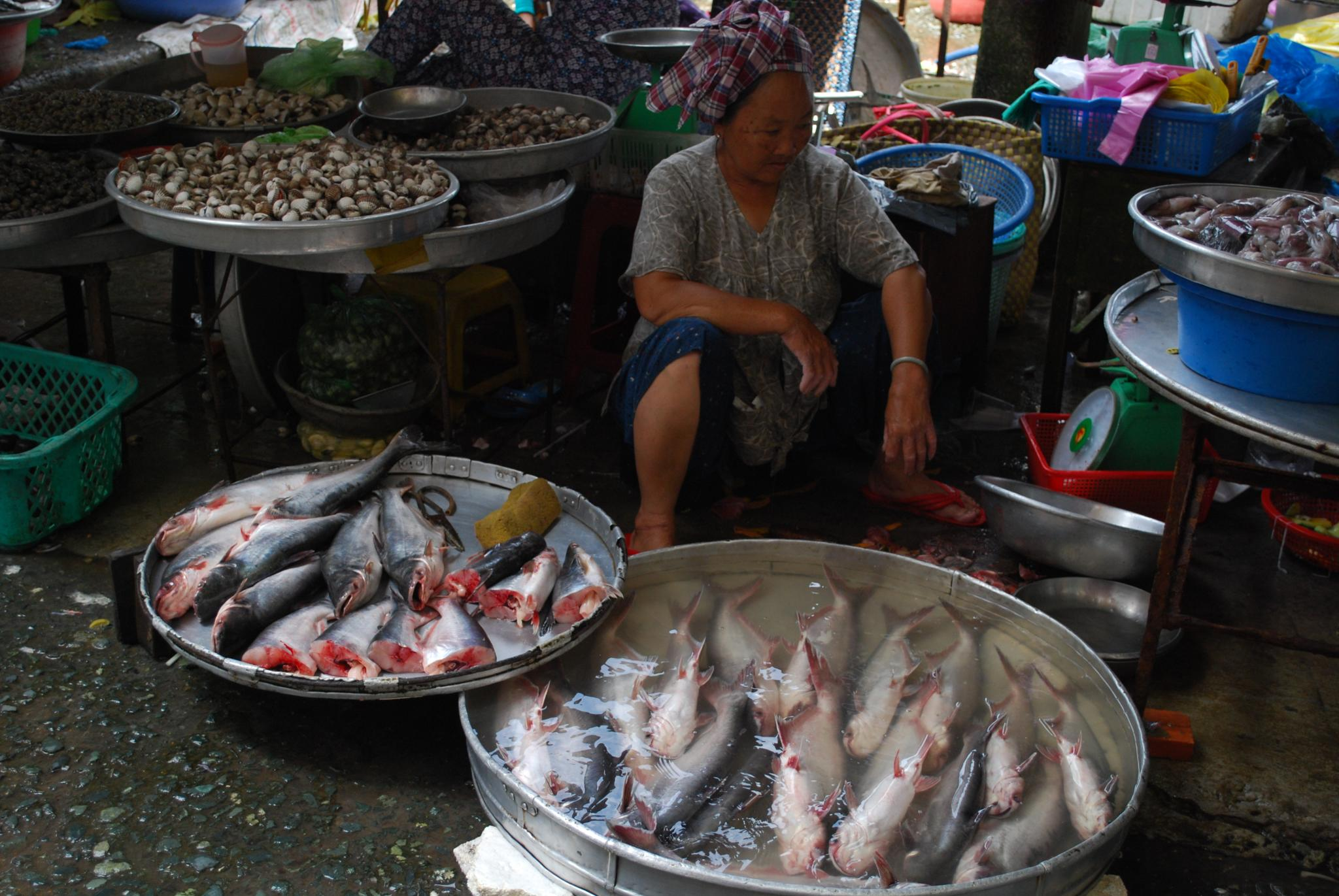
越南市場的博氏巨鯰

博氏巨鯰（学名：Pangasius bocourti），又因越南语译为巴沙鱼（Cá ba sa），是巨鯰屬的一種，原產於越南湄公河三角洲和泰国湄南河流域。这些鱼是国际市场重要的食用鱼。
博氏巨鯰在越南养殖主要集中在湄公河三角洲，养殖池塘深度在4-5米，采用纯投料的精养模式，8两以上上市，一年可养两造。普遍的上市规格则为0.8-1.0公斤/尾。该鱼养殖过程中病害少，甚至不需要增氧设备，流水养殖或每天换水20-30%。亩产量可达23-27吨/亩。

## 假冒問題
本種淡水魚近年在台灣市場上被用来假冒為深海產的多利鱼（又称「日本的鯛」、「魴魚」、「鱈斑魚」、「鏡魚」或「國宴魚」），也常被用来假冒为龙脷鱼，如同大比目魚常被假冒為鱈魚販售，是一種假食材。以巴沙魚假冒高價的魴魚為例，真正多利魚每公斤400元（新台币，下同），切成每片250公克的魴魚約100元，而每片250公克的博氏巨鯰（巴沙魚）只要25元。

## 污染疑慮
很多环境组织对博氏鲶鱼所处的海洋生态系统提出了质疑。海洋生态组织提出，人工养殖的博氏鲶鱼有污染生态系统以及野生物种的潜能。英国的Asda和Tesco也曾对博氏鲶鱼做测试，但是没有发现任何有毒物质积累在鱼体内的迹象。但是AQIS的测试在博氏鲶鱼的体内发现了孔雀绿（一種用於淡水魚的殺菌藥），但也没有发现其他污染物。在2011年《富比士》雜誌報導，養殖在污染的湄公河三角洲的巴沙魚，因為管理不佳，所造成的疾病傳染，已使當地野生魚類生態受到影響，故美國路易斯安那州等，下令禁止此類越南養殖魚的進口。